# Stenoma negotiosa
Stenoma negotiosa es una especie de polilla del género Stenoma, orden Lepidoptera.
Fue descrita científicamente por Meyrick en 1925.

## Descripción
Es de hábitos nocturnos y su envergadura es de 30 mm.

## Distribución
Stenoma negotiosa habita en el continente de América, en Brasil.